# أبو الحسن المخرمي
أحمد بن مُحمَّد بن أحمد بن سَلْم، ويُكنى أبا الحسن المُخرَّمي، ويُعرف بـابن سَلْم الكاتب (توفي ربيع الأول 327هـ / مارس 939م) هو كاتب وراوي حديث يُعد ثقة عند الخطيب البغدادي، وهو مولى العبَّاس بن مُحمَّد العبَّاسي.

## شيوخه
سمع الحديث من:
- الزبير بن بكار
- يحيى بن محمد بن أعين المروزي
- حفص بن عمر الربالي
- الحسن بن محمد الزعفراني
- علي بن حرب الطائي

## تلاميذه
روى عنه:
- أبو عمر بن حيويه
- الدارقطني
- ابن شاهين
- ابن سمعون الواعظ
- يوسف القوَّاس

## مكانته
وثَّقهُ الخطيب البغدادي واعتبره من الثقات في رواية الحديث.

## وفاته
توفي المُخرَّمي في ربيع الأول سنة 327هـ / مارس 939م في بغداد.

### فهرس المنشورات
1. 1 2 3 4 5  البغدادي (2001)، ج. 6، ص. 8.

### معلومات المنشورات كاملة
الكتب مرتبة حسب تاريخ النشر
- الخطيب البغدادي (2001)، تاريخ بغداد، تحقيق: بشار عواد معروف (ط. 1)، بيروت: دار الغرب الإسلامي، OCLC:49659164، QID:Q114815356